# Daltonia marginata
Daltonia marginata là một loài rêu trong họ Daltoniaceae. Loài này được Griff. mô tả khoa học đầu tiên năm 1843.